# IC 4874
IC 4874 ist eine Balken-Spiralgalaxie vom Hubble-Typ SBbc im Sternbild Teleskopium am Südsternhimmel. Sie ist schätzungsweise 250 Millionen Lichtjahre von der Milchstraße entfernt.
Das Objekt wurde am 1. September 1904 von Royal Harwood Frost entdeckt.